# Janusz Plewiński
Janusz Plewiński (ur. 1 grudnia 1949 w Rogowie, zm. 1994) – polski żużlowiec.

## Życiorys
Z zawodu stolarz, pracował w toruńskim Transbudzie w wydziale remontu samochodów. Uprawiał kulturystykę. Karierę rozpoczął w 1968 r., w tym samym czasie co Roman Kościecha. Jego pierwszym trenerem był Florian Kapała, wzorowany był na liderze toruńskiej drużyny – Marianie Rose. Przez całą karierę był wierny toruńskiemu klubowi. W 1976 r. wywalczył z Stalą Toruń awans do I ligi żużlowej. Karierę zakończył w 1981 r. W latach 1972–1981 członek reprezentacji Polski.